# Aleksandrów (Dąbrówka)
Aleksandrów – część wsi Dąbrówka w Polsce, położona w województwie mazowieckim, w powiecie lipskim, w gminie Sienno.
Wierni Kościoła rzymskokatolickiego należą do parafii św. Antoniego w Sarnówku.

## Historia i położenie
Dawniej odrębna wieś i gromada w gminie Sienno w powiecie iłżeckim. 1954–1961 w gromadzie Sarnówek w powiecie opatowskim, a po jej zniesieniu 31 grudnia 1961 w gromadzie Dębowa Wola tamże (1961–1972). 1 stycznia 1973, w związku z reformą administracyjną kraju, włączony z powrotem jako sołectwo do reaktywowanej gminy Sienno w powiecie iłżeckim. Ponieważ granice gminy Sienno zmieniły się w porównaniu ze stanem z 1954 roku, powstała nietypowa sytuacja z trzema sołectwami o nazwie Aleksandrów w jednej gminie: drugim był Aleksandrów (przed 1954 w gminie Krępa Kościelna), a trzecim Aleksandrów (przed 1954 w gminie Pętkowice). Sytuację rozwiązano tak, że trzeci Aleksandrów przemianowano na Aleksandrów Duży, a pierwszy stał się częścią wsi Dąbrówka; drugi zachował nazwę Aleksandrów. 
W latach 1975–1998 miejscowość należała administracyjnie do województwa radomskiego.
Od 1999 roku Aleksandrów stanowi najdalej na południe wysuniętą miejscowość województwa mazowieckiego.